# Malá vodní elektrárna Moravský jez
Malá vodní elektrárna Moravský jez či také Moravský most je malá vodní elektrárna v Hradci Králové, při jezu na pravém břehu řeky Orlice. Dokončena v roce 1917 (podle jiných údajů zprovozněna 1914).
Jedná se o součást památkově chráněného areálu Moravský most s jezem a elektrárnou.

## Budova elektrárny

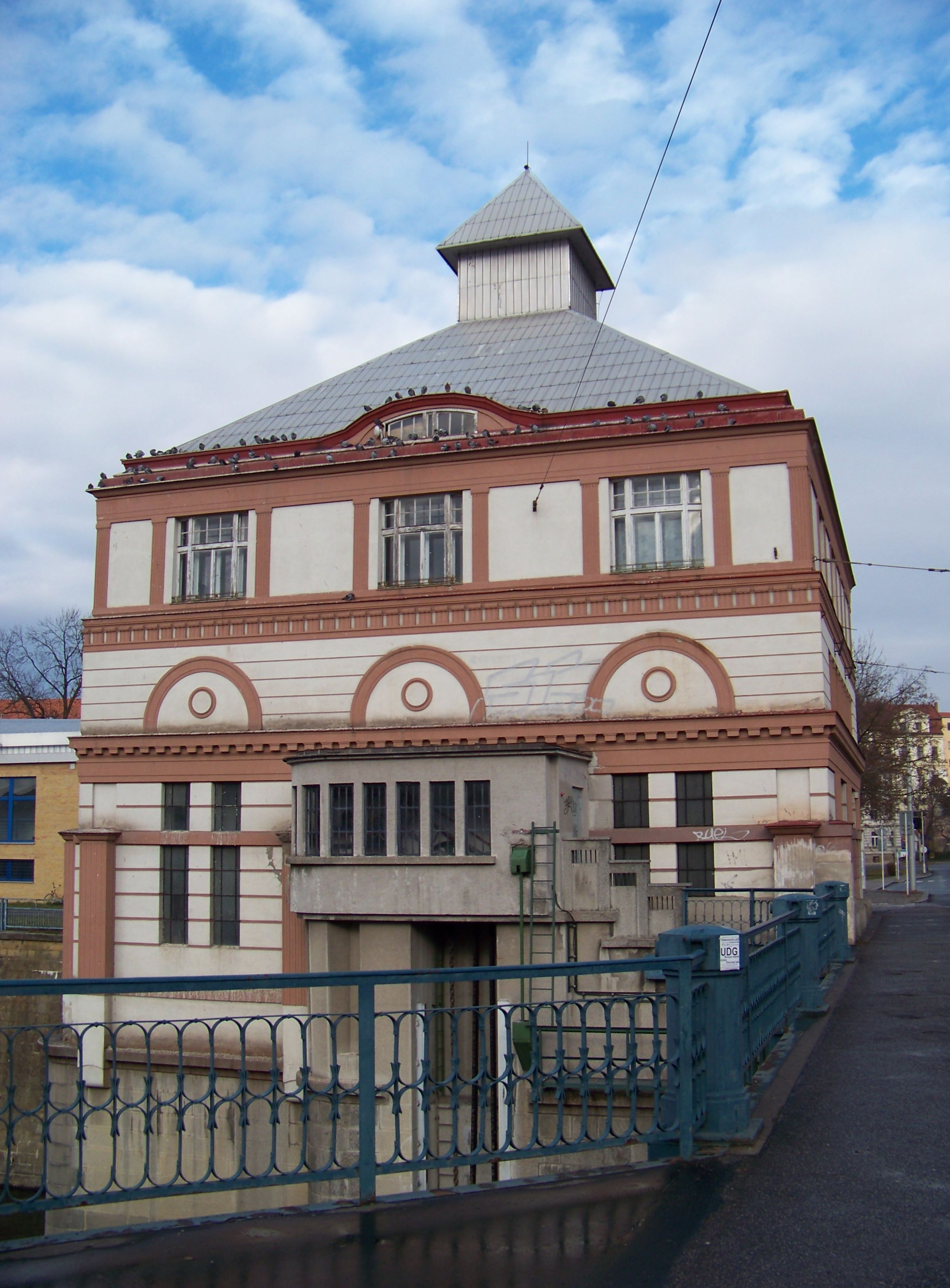
Budova elektrárny z mostu

Stavbu nechala postavit Obec královéhradecká a stavitelem byl Josef Jihlavec. Návrh vytvořili Ing. Karel Novák a Ing. arch. František Sander, kteří již o několik let dříve spolupracovali na stavbě jezu a elektrárny Hučák na Labi jen o pár set metrů dál. Oba areály jsou si vzájemně podobné, ale orlická elektrárna je méně zdobná. Přesto je architektura zajímavým spojením novoklasicistních a secesních prvků s tehdy nastupující modernou.
Budova elektrárny dostala po hmotové stránce podobu jednoduché krychle se stanovou jehlancovou střechou zakončenou hranolovým nástavcem – centrální vyvýšenou prosklenou lucernou, která byla později nahrazena plechovou věžičkou. Na střeše se nacházejí alukrytové šablony.
Budova má čtvercový půdorys. Jednotlivá patra jsou na fasádě oddělena římsami, které obíhají celou budovu. Členění průčelí náznakově (pomocí typických motivů) napodobuje vzhled někdejší pevnostní Moravské brány.
Průčelí do ulice má tři osy, pásovou rustiku, vpravo se nachází štuková výzdoba kolem dveří. V přízemí jsou dále osazena dvě tovární okna, nad nimi římsa na konzolách. Nad římsou sedm malých oken a mezi nimi kanelované pilastry nesoucí další římsu, nad níž jsou umístěna ještě dvě okna, opět s kanelovanými pilastry. Pod střechou se nachází horní římsa. Pravý bok je rozdělen na 4 osy. V přízemí a v 1. patře umístěno vždy devět malých obdélných oken, přičemž v 1. patře kolem nich půlkruhově zaklenutá šambrána. Podstřešní část zdobena stejně jako průčelí, nad římsou ve střeše vikýře s tabulkovým oknem. Levý bok je rozdělen na tři osy, jinak je výzdoba stejná jako u pravého boku. V 1. patře jsou čtyři úzká tovární okna a štuková výzdoba. Zadní průčelí má tři osy pod římsou střechy. V přízemí umístěna čtyři tovární okna. Na nároží je arkýř. V 1. patře z římsy na konzolách vyrůstá trojúhelníkový štít s půlkruhovým oknem.
Interiéry byly řešeny čistě účelně s využitím bílých omítek a keramických obkladů firmy RAKO. Typickým prvkem Sanderových staveb jsou klenutá okna s velkoplošnými industriálními skleněnými výplněmi, která nalezneme i na této budově. Velkorysá okna v horní obytné části kontrastují s menšími okny v provozních dolních částech stavby.

## Charakteristiky
Vodní elektrárna byla původně vybavena generátorem, dynamem pro výrobu stejnosměrného proudu a dvěma Francisovými turbínami, dodávající při průtoku 24 m³/s výkon 225 kW. Roční výkon se pohyboval na úrovni 2 000 000 kWh. Vodní energie se přenášela přes soukolí s kombinovaným ozubem na svisle uložené generátory o příkonu 240 kVA. V průběhu 30. let 20. století dosavadní zařízení přesáhlo plánovanou životnost. Zároveň se ukázalo, že elektrárna nedosahuje takového výkonu, s jakým se počítalo. Proto bylo podnikem ČKD vypracováno několik variant modernizace, přičemž zvláštní důraz byl kladen na ochranu pilířů Moravského mostu před poškozením. Ačkoliv průtok vody zůstal beze změny, díky osazení dvou Kaplanových turbín (místo Francisových turbín), s pevným rozváděcím kolem Reiffenstein, vyrobené ČKD, o výkonu 400 kW  se podařilo výkon elektrárny zvýšit. Generátory typu Českomoravská Kolben-Daněk s horizontální osou nově za rok vyrobily o 125 000 kWh elektřiny více. Modernizace elektrárny byla dokončena v roce 1938. Dle údaje z roku 1982 měla elektrárna výkon 368 kW. Kaplanovy turbíny mají při maximální hltnosti 2 x 9,4 m3/s (celkem 18,8 m3/s) a spádu 2,6 m instalovaný výkon 400 kW/460 kW.
Ani tak však elektrárna zcela nesplnila původní očekávání. To bylo odrazem toho, že se jednalo o jednu z prvních nízkotlakých vodních elektráren v Česku a právě poznatky z této elektrárny byly využívány u pozdějších projektů. Od 50. let nebyly na elektrárně podniknuty žádné větší změny. V současné době (2022) je vlastníkem stavby společnost 1. elektrárenská s.r.o. Budova funguje jako elektrocentrála, čerpací stanice městské vodárny a zároveň jako ubytovna obsluhy.
Elektrárna ročně vyrobí přibližně 1,531 GWh elektrické energie, což odpovídá spotřebě 600 domácností.